# آبل گیلی
آبل گیلی محمد (سومالیایی: Abel Gigli Maxamed؛ زادهٔ ۱۶ اوت ۱۹۹۰) بازیکن فوتبال اهل ایتالیا است.
از باشگاه‌هایی که در آن بازی کرده‌است می‌توان به باشگاه فوتبال گوریتسا، باشگاه فوتبال ماریبور، و باشگاه فوتبال پارما اشاره کرد.
وی همچنین در تیم ملی فوتبال سومالی بازی کرده‌است.